# San Marino az 1996. évi nyári olimpiai játékokon
San Marino az egyesült államokbeli Atlantában megrendezett 1996. évi nyári olimpiai játékok egyik részt vevő nemzete volt. Az országot az olimpián 6 sportágban 7 sportoló képviselte, akik érmet nem szereztek.

## Atlétika
Férfi

| Versenyző       | Versenyszám | Előfutam | Előfutam | Előfutam | Elődöntő | Elődöntő | Elődöntő | Döntő   | Döntő    |
| Versenyző       | Versenyszám | Idő      | Hely.    | Össz.    | Idő      | Hely.    | Össz.    | Idő     | Helyezés |
| --------------- | ----------- | -------- | -------- | -------- | -------- | -------- | -------- | ------- | -------- |
| Manlio Molinari | 800 m       | 1:56,08  | 6.       | 52.      | kiesett  | kiesett  | kiesett  | kiesett | kiesett  |

## Cselgáncs
Férfi

| Versenyző      | Versenyszám | Selejtező         | 32-es főtábla              | Nyolcaddöntő      | Negyeddöntő       | Elődöntő          | Vigaszág első kör | Vigaszág negyeddöntő | Vigaszág elődöntő | Bronzmérkőzés     | Döntő             | Helyezés |
| Versenyző      | Versenyszám | Ellenfél Eredmény | Ellenfél Eredmény          | Ellenfél Eredmény | Ellenfél Eredmény | Ellenfél Eredmény | Ellenfél Eredmény | Ellenfél Eredmény    | Ellenfél Eredmény | Ellenfél Eredmény | Ellenfél Eredmény | Helyezés |
| -------------- | ----------- | ----------------- | -------------------------- | ----------------- | ----------------- | ----------------- | ----------------- | -------------------- | ----------------- | ----------------- | ----------------- | -------- |
| Loris Mularoni | Könnyűsúly  | erőnyerő          | Guilherme Bentes (POR) · V | kiesett           | kiesett           | kiesett           |                   |                      |                   |                   |                   | 21.      |

## Íjászat
Férfi

| Versenyző  | Versenyszám | Selejtező | Selejtező | 64 között                                        | 32 között         | 16 között         | Negyeddöntő       | Elődöntő          | Döntő             | Helyezés |
| Versenyző  | Versenyszám | Pontszám  | Kiemelés  | Ellenfél Eredmény                                | Ellenfél Eredmény | Ellenfél Eredmény | Ellenfél Eredmény | Ellenfél Eredmény | Ellenfél Eredmény | Helyezés |
| ---------- | ----------- | --------- | --------- | ------------------------------------------------ | ----------------- | ----------------- | ----------------- | ----------------- | ----------------- | -------- |
| Paolo Tura | Egyéni      | 592       | 63.       | Csang Jongho (Jang Yong-Ho) (KOR) (2.) · 141–164 | kiesett           | kiesett           | kiesett           | kiesett           | kiesett           | 62.      |

## Sportlövészet
| Versenyző       | Versenyszám     | Selejtező | Selejtező | Döntő   | Döntő    |
| Versenyző       | Versenyszám     | Pont      | Helyezés  | Pont    | Helyezés |
| --------------- | --------------- | --------- | --------- | ------- | -------- |
| Francesco Amici | Férfi trap      | 118       | 31.**     | kiesett | kiesett  |
| Nadia Marchi    | Női légpisztoly | 361       | 39.*      | kiesett | kiesett  |

** - egy másik versenyzővel azonos eredményt ért el

** - öt másik versenyzővel azonos eredményt ért el

## Úszás
Férfi
| Versenyző      | Versenyszám | Előfutam | Előfutam | Előfutam | Döntő   | Döntő   | Döntő   | Helyezés |
| Versenyző      | Versenyszám | Idő      | Hely.    | Össz.    | Típus   | Idő     | Hely.   | Helyezés |
| -------------- | ----------- | -------- | -------- | -------- | ------- | ------- | ------- | -------- |
| Diego Mularoni | 100 m gyors | 57,11    | 3.       | 59.      | kiesett | kiesett | kiesett | kiesett  |

## Vitorlázás
Nyílt

| Versenyző     | Versenyszám | Futam | Futam | Futam | Futam | Futam | Futam | Futam | Futam | Futam | Futam | Futam | Pontszám | Helyezés |
| Versenyző     | Versenyszám | 1     | 2     | 3     | 4     | 5     | 6     | 7     | 8     | 9     | 10    | 11    | Pontszám | Helyezés |
| ------------- | ----------- | ----- | ----- | ----- | ----- | ----- | ----- | ----- | ----- | ----- | ----- | ----- | -------- | -------- |
| Luca Belluzzi | Laser       | 54    | (57)  | 55    | (57)  | 57*   | 57*   | 49    | 49    | 55    | 55    | 46    | 477      | 56.      |

* - nem indult